# جيسي إل. رينو
جيسي إل. رينو (بالإنجليزية: Jesse L. Reno) هو ضابط أمريكي، ولد في 20 أبريل 1823 في ويلينغ في الولايات المتحدة، وتوفي في 14 سبتمبر 1862 في بونسبورو في الولايات المتحدة.